# Afriqiyah Airways

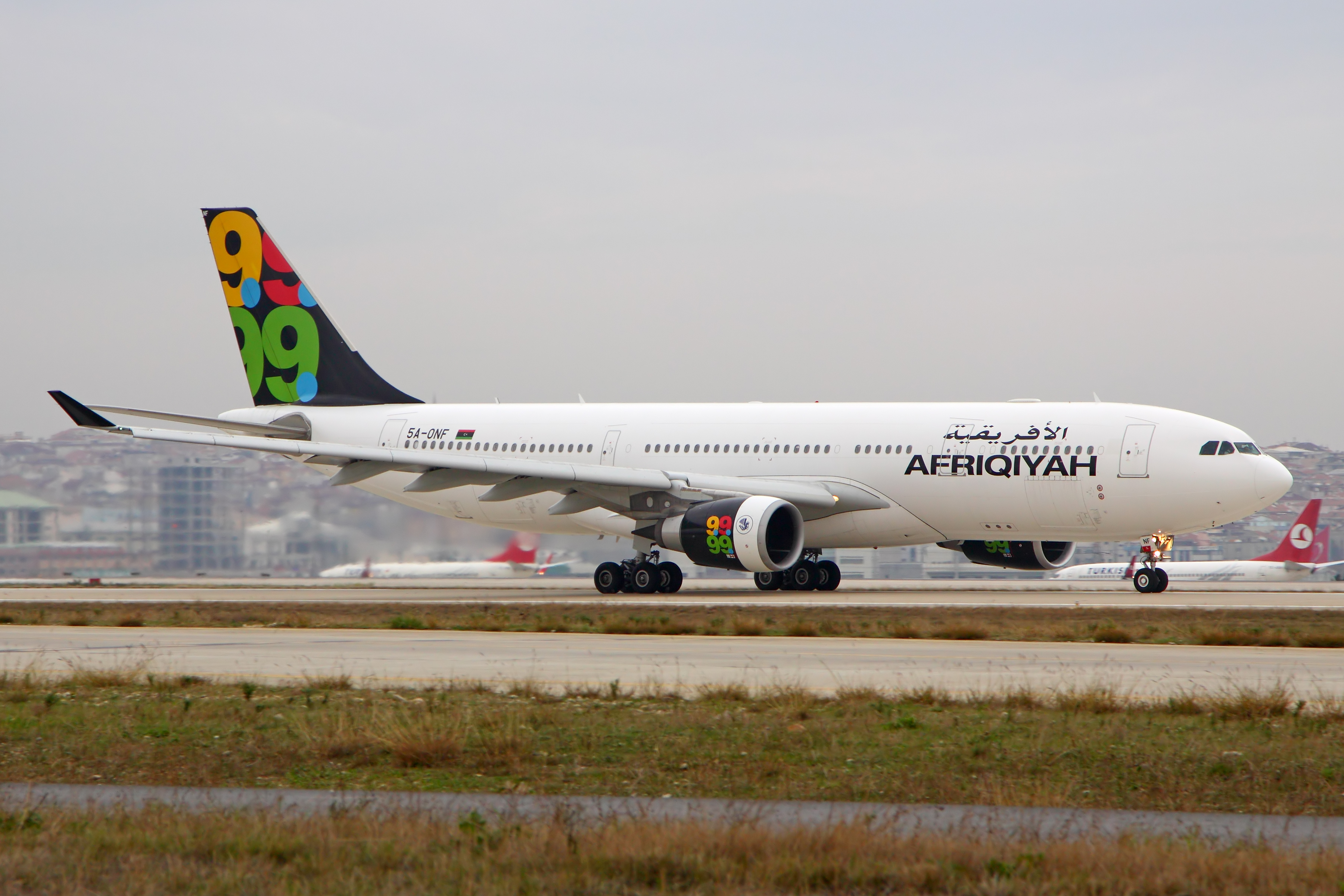
Afriqiyah Airways Airbus A330-202.

Afriqiyah Airways – libijskie linie lotnicze powstałe w 2001 r. z siedzibą w Trypolisie (Libia). Afriqiyah Airways są członkiem Arab Air Carriers Organization. W grudniu 2012 linie zmieniły poprzedni logotyp 9.9.99 i malowanie na czarno błękitne, inspirowane turkawką.

## Porty docelowe

### Afryka
Teraz
- Egipt
  - Kair (Port lotniczy Kair)
  - Aleksandria
- Libia
  - Bengazi (Port lotniczy Bengazi-Benina)
  - Trypolis (Port lotniczy Trypolis)
  - Sabha
  - Misrata
- Tunezja (Tunis, Safakis, Monastyr)
  - Algieria (Algier)
  -  Sudan
    - Chartum (Port lotniczy Chartum)
    - Maroko (Casablanka)

  - Wcześniej

 Benin
- Kotonu (Port lotniczy Kotonu)

- Burkina Faso
  - Wagadugu (Port lotniczy Wagadugu)
- Czad
  - Ndżamena (Port lotniczy Ndżamena)
- Ghana
  - Akra (Port lotniczy Akra)
- Kamerun
  - Duala (Port lotniczy Douala)
- Mali
  - Bamako (Port lotniczy Bamako)
- Niger
  - Niamey (Port lotniczy Niamey)
- Nigeria
  - Lagos (Port lotniczy Lagos)
- Republika Środkowoafrykańska
  - Bangi (Port lotniczy Bangi)
- Togo
  - Lomé (Port lotniczy Lomé)
- Wybrzeże Kości Słoniowej
  - Abidżan (Port lotniczy Abidżan)

### Azja
- Arabia Saudyjska
  - Dżudda (Port lotniczy Dżudda)
- Jordania
  - Amman (Port lotniczy Amman)
- Zjednoczone Emiraty Arabskie
  - Dubaj (Port lotniczy Dubaj-Al Maktoum)

### Europa
- Teraz

- Wielka Brytania
  - Londyn (Port lotniczy Londyn-Gatwick)
- Włochy
  - Rzym (Port lotniczy Rzym-Fiumicino)
  - Wcześniej

 Belgia
- -     - Bruksela (Port lotniczy Bruksela)

  -  Francja
    - Paryż (Port lotniczy Paryż-Charles de Gaulle)

  -  Holandia
    - Amsterdam (Port lotniczy Amsterdam-Schiphol)

  -  Szwajcaria
    - Zurych (Port lotniczy Zurych-Kloten)

## Flota
- 3 Airbus A319-100
- 7 Airbus A320-200
- 2 Airbus A330-200
- 1 Airbus A340-200 (wersja VIP, kupiony w 2006 od Arabii Saudyjskiej, w naprawie z powodu uszkodzeń)[1]
- 1 Airbus A340-300
- (+ 2 zamówione Airbusy A330-300)
- (10 zamówionych Airbusów A350-900)  (6 zostało zmienionych na Airbusy A350-800)

### Wykorzystywane w przeszłości
- 1 A300B4-620 (5A-IAY) - zniszczony w czasie wojny w 2011[2]